# Aludra
Aludra (η CMa / η Canis Majoris / Eta Canis Majoris) è una stella della costellazione del Cane Maggiore. Il suo nome proprio deriva dall'arabo عذرا, al-‘aðrā, che significa la verginità e allude a un gruppo di stelle nella parte sud della costellazione, fra cui Wezen e Adhara, che gli astronomi arabi chiamavano le Vergini.

## Osservazione
Aludra è una stella australe che splende alla magnitudine apparente di 2,40. Essa è posta nella parte sud-est della costellazione, in corrispondenza della coda del Cane, di cui costituisce la punta. È facilmente individuabile in quanto posta a sud-est di Wezen e Adhara e a nord-ovest di Naos nella costellazione della Poppa. Essa è la quinta stella in ordine di luminosità del Cane Maggiore, dopo Sirio, Adhara, Wezen e Mirzam. Essendo 29° sotto l'equatore celeste, essa è visibile solo nelle zone temperate dell'emisfero boreale, mentre in quelle settentrionali è invisibile o appare molto bassa all'orizzonte. D'altra parte appare circumpolare solo nelle regioni antartiche.

## Caratteristiche

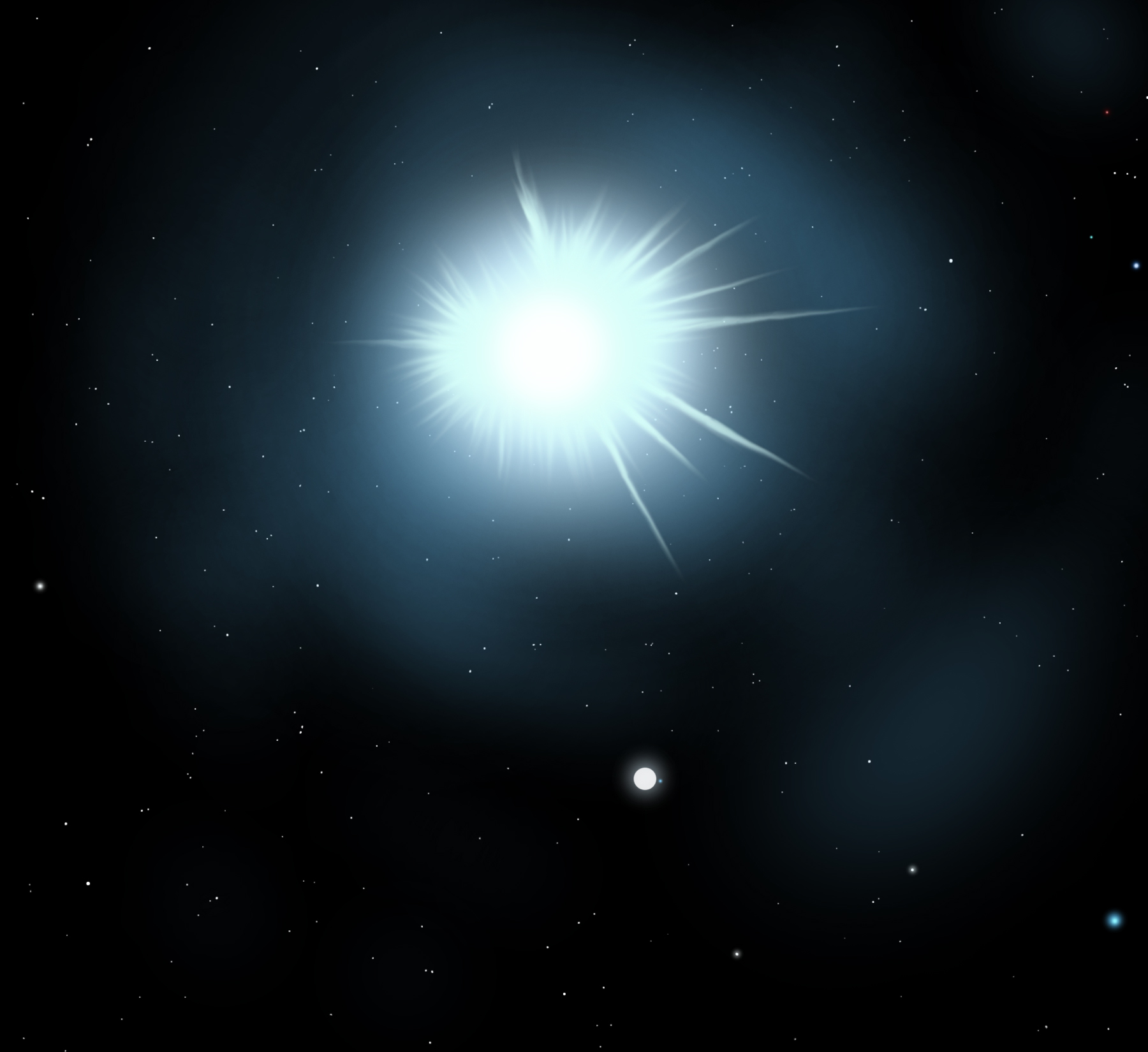
Una rappresentazione artistica di Aludra

Aludra è una stella di colore blu, appartenente alla classe spettrale B5, avendo una temperatura superficiale di 13.500 K. Appartiene inoltre alla classe delle supergiganti e in particolare alla classe MMK Ia, con cui vengono classificate le supergiganti più luminose.
Uno dei problemi principali nello studio di Aludra è costituito dal difficile calcolo della sua distanza dalla Terra visto che da questo dato ne dipendono molti altri. In base alla osservazioni del satellite Hipparcos, Aludra dovrebbe distare 3.200 anni luce; tuttavia a una simile distanza il metodo della parallasse, utilizzato da Hipparcos, non è affidabile. In effetti, la parallasse di Aludra, calcolata da Hipparcos, è circa 1 mas; poiché la risoluzione di Hipparcos ha un valore vicino proprio al milliarcosecondo, la misura non è significativa. Ipotizzando che Aludra appartenga a una associazione stellare molto sparsa che comprende Wezen, Adhara e l'associazione Cr 121, essa potrebbe essere distante circa 1.700 anni luce, visto che questa è la distanza media fra la Terra e i membri di questa associazione.
Tenendo per buona questa distanza presunta, da essa e dalla luminosità apparente, si ricava una luminosità intrinseca 66.000 volte maggiore di quella del Sole, una volta che sia stato tenuto presente che Aludra emette molta radiazione nell'ultravioletto. Tale notevole luminosità è dovuta, oltre che all'elevata temperatura superficiale, al raggio di Aludra, che è stimato essere 47 volte maggiore di quello solare, cioè ben 32 milioni di km.
La temperatura e la luminosità suggeriscono inoltre che Aludra sia una stella avente una massa 19 volte quella del Sole che si trova in uno stadio avanzato della sua evoluzione. Nata circa 12 milioni di anni fa, essa ha già esaurito l'idrogeno presente nel suo nucleo, uscendo così dalla sequenza principale. Non è chiaro se stia percorrendo per la prima volta il ramo delle supergiganti e se stia così diventando una supergigante rossa o se piuttosto abbia già passato questo stadio e se sia tornata ad essere una supergigante blu dopo essere stata una supergigante rossa. Visto la sua cospicua massa, questa stella dovrebbe esplodere in una supernova entro un milione di anni.
Come tutte le supergiganti, Aludra emette un intenso vento stellare che causa una perdita di massa calcolata in mezzo milionesimo di massa solare ogni anno, cioè 5 milioni di volte la massa che il Sole perde in un anno tramite il vento solare. È plausibile che Aludra abbia perso in questo modo fino a un terzo di massa solare. Il vento stellare prorompendo dalla stella a velocità che arrivano ai 500 km/s ha formato intorno ad Aludra un involucro di gas in espansione, composto da diverse shell aventi velocità diverse.

## Variabilità
È una stella variabile del tipo Alfa Cygni. Il prototipo di questa classe di variabili è appunto Deneb (α Cygni). Le variabili Alpha Cygni sono in genere stelle supergiganti di classe spettrale A o B, che variano la loro luminosità di pochi centesimi o decimi di magnitudine nell'arco di settimane o mesi.  La variazione è dovuta solitamente a pulsazioni non radiali della stella. Le pulsazioni non radiali sono pulsazioni irregolari della stella che si espande e contrae in modo ineguale, come una palla di gelatina.
Aludra varia la sua luminosità di 98 millesimi di magnitudine, tra la 2,38 e la 2,48, nell'arco di poco meno di cinque giorni.